# August Rush
August Rush är en amerikansk långfilm från 2007 i regi av Kirsten Sheridan, med Freddie Highmore, Keri Russell, Jonathan Rhys Meyers och Terrence Howard i rollerna.

## Handling
Freddie Highmore spelar den musikaliske pojken som bor på ett barnhem och ger sig ut i världen för att hitta sina föräldrar.

## Rollista
| Freddie Highmore     | – Evan Taylor - 'August Rush' |
| Keri Russell         | – Lyla Novacek                |
| Jonathan Rhys Meyers | – Louis Connelly              |
| Terrence Howard      | – Richard Jeffries            |
| Robin Williams       | – Maxwell 'Wizard' Wallace    |
| William Sadler       | – Thomas Novacek              |
| Marian Seldes        | – Dean Alice MacNeil          |
| Mykelti Williamson   | – Reverend James              |
| Leon Thomas III      | – Arthur                      |
| Aaron Staton         | – Nick                        |
| Alex O'Loughlin      | – Marshall                    |
| Bonnie McKee         | – Lizzy                       |